# István Csukás
Dans le nom hongrois Csukás István, le nom de famille précède le prénom, mais cet article utilise l’ordre habituel en français István Csukás, où le prénom précède le nom.
Ne doit pas être confondu avec István Csurka.
István Csukás, né à Kisújszállás (Hongrie) le 2 avril 1936 et mort le 24 février 2020 à Budapest (Hongrie), est un poète, romancier et scénariste hongrois.

## Biographie
István Csukás reçoit en 1999 le Prix Kossuth, le plus prestigieux prix littéraire de Hongrie. 

## Récompenses et distinctions
István Csukás a reçu de nombreux prix dont : 
- Prix Attila József, 1977 et 1987
- Prix Ifjúsági, 1978 et 1982
- Prix Tekintet, 1997
- Prix Kossuth, 1999
- Prima Primissima, 2011

## Œuvres

### Poésie
- Elmondani adj erőt! (1962)
- Előszó a szerelemhez (1965)
- Koromcsillag (1968)
- Ima a vadevezősökért (1975)
- Egy kiscsacsi története (1975)
- A felidézett toronyszoba (1977)
- Az üres papír elégiája (1980)
- Mintha átvágnánk Tahitin (1982)
- Süsü újabb kalandjai (1983)
- Orr-beszámoló a Szépvölgyi út 67-től a Kolosy térig (1985)
- Mint az ejtőernyősök (1986)
- Metszet az Időből, Szárszó, nyár (1989)
- Étellift a pokolba (1995)
- Összegyűjtött versek (1996)
- Költők éhkoppon (recueil en prose, 1996)
- Sün Balázs (poésies pour enfants, 1997)
- Az én játékoskönyvem (1998)
- Csukás István nagy mesekönyve (2001)
- A házőrző macska (2002)
- A versíró kutya (2003)
- Ló az iskolában (2007)
- De szép az erdő (2007)
- Vidám állatkert (2007)
- Te mire gondolsz közben? (2008)

### Romans
- Egy szürke kiscsacsi (1967)
- Mirr-Murr, a kandúr (1969)
- Pintyőke cirkusz, világszám! (1971)
- A téli tücsök meséi (1974)
- Hogyan fogtam el Settenkedő Tódort? (1978)
- Utazás a szempillám mögött (roman, 1978 ; drame, 1988)
- Szegény Gombóc Artúr (1979)
- A radírpók (1979)
- Süsü, a sárkány (1980)
- Festéktüsszentő Hapci Benő (1980)
- Hogyan lettem filmszínész? (1981)
- A bátor Tintanyúl (1981)
- Madárvédő Golyókapkodó (1982)
- Civakodó cipőikrek (1983)
- Oriza-Triznyák (1984)
- Pom Pom főz (1985)
- A Nagy Ho-ho-ho-horgász (1985)
- Az óriástüdejű levegőfújó (1985)
- A legkisebb Ugrifüles (1985)
- Űrhajó az Orrbolygóról (1986)
- A mű-Süsü / A bűvös virág (1986)
- Süsü csapdába esik / Süsü és a Sárkánylány (1987)
- Lesből támadó ruhaszárítókötél (1987)
- Kelekótya kandúrok (1987)
- A Nagy Ho-ho-ho-horgászverseny (1987)
- Órarugógerincű Felpattanó (1987)
- Hapci-rakéta a Hókuszpókusz-szigetekre (1987)
- A magányos szamovár (1988)
- Vakkancs szétnéz Budapesten (1989)
- Tappancs (1989)
- Cillancs felfedezi a világot (1989)
- Brum Brum Brúnó (1989)
- A kelekótya kiskakas (1990)
- Kalandozás Betűországban (1990)
- Süsü, a sárkány (1993)
- Sün és barátai (1998)
- Mirr-Murr nyomoz Budapesten (1998)
- Süsüke, a sárkánygyerek (1998)
- Pom Pom összes meséi (1999)
- A Nagy Ho-ho-ho-horgász télen (1999)
- Süsüke újabb kalandjai (2000)
- Tükörbohócok (2002)
- Töf-töf elefánt (2004)
- Pom Pom újabb meséi (2005)
- Mirr-Murr, Oriza Triznyák és a többiek (2006)
- Aszpirin és Lucifer (2007)
- Ágacska (2008)
- A Nagy Ho-Ho-Ho-horgász kórházban (2009)
- A Nagy Ho-Ho-Ho-horgász nyáron (2010)
- Mi az adu? (2011)

### Nouvelles
- Keménykalap és krumpliorr (1973)
- Nyár a szigeten (1975)
- Vakáció a halott utcában (1976)
- Csicsóka és a moszkítók (1982)
- Berosált a rezesbanda (2013)

### Théâtre
- Ágacska (1981), musique de Darvas Ferenc
- Gyalogcsillag (1983)
- Kutyánszky Kázmér a versíró kutya (1988)
- Mesélj Münchhausen (1991)
- Bohóc az egész család (1994)

### Scénarios
- Mirr-Murr (1972)
- Kiscsacsi kalandjai (1972)
- A labda (1974)
- Le a cipővel! (1975)
- A legkisebb ugrifüles (1976–1977)
- Süsü, a sárkány kalandjai (1976–1984)
- Plutó és Puck (1978)
- Keménykalap és krumpliorr (1978)
- Vakáció a halott utcában (1979)
- Pom Pom meséi (1980–1982)
- A nagy ho-ho-ho-horgász (1982–1984)
- Sebaj Tóbiás (1983–1985)
- Kutyánszky Kázmér, a versíró kutya (1987)
- Csicsóka és a Moszkítók (1988)
- Mese a motorunkról (1989)
- Töf-töf elefánt (1991–1994)
- Süni és barátai (1995)
- Filléres irodalom (1996) (directeur de la photographie)
- Süsüke, a sárkánygyerek (2001) (scénariste et producteur)
- Nem hunyhat ki a láng (2009)
- Berosált a rezesbanda (2012)